# Gyrinophilus
Gyrinophilus är ett släkte av groddjur som ingår i familjen lunglösa salamandrar.
Dessa salamandrar förekommer i östra USA (främst i bergstrakter) och i sydöstra Kanada.
Arter enligt Catalogue of Life:
- Gyrinophilus gulolineatus
- Gyrinophilus palleucus
- Gyrinophilus porphyriticus
- Gyrinophilus subterraneus